# Pendetide
Pendetide (GYK-DTPA) is een complexvormende verbinding. Het bestaat uit pentetinezuur (Engels: DTPA) dat via de aminogroep in de zijketen van lysine gekoppeld is aan het tripeptide glycine (G) – L-tyrosine (Y) – L-lysine (K).

## Toepassingen
De volgende monoklonale antistoffen worden aan pendetide gekoppeld om het radio-isotoop indium-111 naar zijn doel te brengen. De antistoffen binden aan specifieke tumorcellen, de radioactiviteit wordt gebruikt om de tumor zichtbaar te maken.
- Indium (111In) capromab pendetide (prostaatkanker)
- Indium (111In) satumomab pendetide (andere typen kanker)